# 1015 год
1015 (ты́сяча пятна́дцатый) год  по юлианскому календарю — невисокосный год, начинающийся в субботу. Это 1015 год нашей эры, 5‑й год 2‑го десятилетия XI века 2‑го тысячелетия, 6‑й год 1010‑х годов. Он закончился 1010 лет назад.
| Пн | Вт | Ср | Чт | Пт | Сб | Вс |
|    |    |    |    |    | 1  | 2  |
| 3  | 4  | 5  | 6  | 7  | 8  | 9  |
| 10 | 11 | 12 | 13 | 14 | 15 | 16 |
| 17 | 18 | 19 | 20 | 21 | 22 | 23 |
| 24 | 25 | 26 | 27 | 28 | 29 | 30 |
| 31 |    |    |    |    |    |    |

| Пн | Вт | Ср | Чт | Пт | Сб | Вс |
|    | 1  | 2  | 3  | 4  | 5  | 6  |
| 7  | 8  | 9  | 10 | 11 | 12 | 13 |
| 14 | 15 | 16 | 17 | 18 | 19 | 20 |
| 21 | 22 | 23 | 24 | 25 | 26 | 27 |
| 28 |    |    |    |    |    |    |

| Пн | Вт | Ср | Чт | Пт | Сб | Вс |
|    | 1  | 2  | 3  | 4  | 5  | 6  |
| 7  | 8  | 9  | 10 | 11 | 12 | 13 |
| 14 | 15 | 16 | 17 | 18 | 19 | 20 |
| 21 | 22 | 23 | 24 | 25 | 26 | 27 |
| 28 | 29 | 30 | 31 |    |    |    |

| Пн | Вт | Ср | Чт | Пт | Сб | Вс |
|    |    |    |    | 1  | 2  | 3  |
| 4  | 5  | 6  | 7  | 8  | 9  | 10 |
| 11 | 12 | 13 | 14 | 15 | 16 | 17 |
| 18 | 19 | 20 | 21 | 22 | 23 | 24 |
| 25 | 26 | 27 | 28 | 29 | 30 |    |

| Пн | Вт | Ср | Чт | Пт | Сб | Вс |
|    |    |    |    |    |    | 1  |
| 2  | 3  | 4  | 5  | 6  | 7  | 8  |
| 9  | 10 | 11 | 12 | 13 | 14 | 15 |
| 16 | 17 | 18 | 19 | 20 | 21 | 22 |
| 23 | 24 | 25 | 26 | 27 | 28 | 29 |
| 30 | 31 |    |    |    |    |    |

| Пн | Вт | Ср | Чт | Пт | Сб | Вс |
|    |    | 1  | 2  | 3  | 4  | 5  |
| 6  | 7  | 8  | 9  | 10 | 11 | 12 |
| 13 | 14 | 15 | 16 | 17 | 18 | 19 |
| 20 | 21 | 22 | 23 | 24 | 25 | 26 |
| 27 | 28 | 29 | 30 |    |    |    |

| Пн | Вт | Ср | Чт | Пт | Сб | Вс |
|    |    |    |    | 1  | 2  | 3  |
| 4  | 5  | 6  | 7  | 8  | 9  | 10 |
| 11 | 12 | 13 | 14 | 15 | 16 | 17 |
| 18 | 19 | 20 | 21 | 22 | 23 | 24 |
| 25 | 26 | 27 | 28 | 29 | 30 | 31 |

| Пн | Вт | Ср | Чт | Пт | Сб | Вс |
| 1  | 2  | 3  | 4  | 5  | 6  | 7  |
| 8  | 9  | 10 | 11 | 12 | 13 | 14 |
| 15 | 16 | 17 | 18 | 19 | 20 | 21 |
| 22 | 23 | 24 | 25 | 26 | 27 | 28 |
| 29 | 30 | 31 |    |    |    |    |

| Пн | Вт | Ср | Чт | Пт | Сб | Вс |
|    |    |    | 1  | 2  | 3  | 4  |
| 5  | 6  | 7  | 8  | 9  | 10 | 11 |
| 12 | 13 | 14 | 15 | 16 | 17 | 18 |
| 19 | 20 | 21 | 22 | 23 | 24 | 25 |
| 26 | 27 | 28 | 29 | 30 |    |    |

| Пн | Вт | Ср | Чт | Пт | Сб | Вс |
|    |    |    |    |    | 1  | 2  |
| 3  | 4  | 5  | 6  | 7  | 8  | 9  |
| 10 | 11 | 12 | 13 | 14 | 15 | 16 |
| 17 | 18 | 19 | 20 | 21 | 22 | 23 |
| 24 | 25 | 26 | 27 | 28 | 29 | 30 |
| 31 |    |    |    |    |    |    |

| Пн | Вт | Ср | Чт | Пт | Сб | Вс |
|    | 1  | 2  | 3  | 4  | 5  | 6  |
| 7  | 8  | 9  | 10 | 11 | 12 | 13 |
| 14 | 15 | 16 | 17 | 18 | 19 | 20 |
| 21 | 22 | 23 | 24 | 25 | 26 | 27 |
| 28 | 29 | 30 |    |    |    |    |

| Пн | Вт | Ср | Чт | Пт | Сб | Вс |
|    |    |    | 1  | 2  | 3  | 4  |
| 5  | 6  | 7  | 8  | 9  | 10 | 11 |
| 12 | 13 | 14 | 15 | 16 | 17 | 18 |
| 19 | 20 | 21 | 22 | 23 | 24 | 25 |
| 26 | 27 | 28 | 29 | 30 | 31 |    |

## События
- 1014—1023 — Грузино-византийский войны. Ряд пограничных конфликтов, которые были сосредоточены в стратегических районах византийско-грузино-армянской пограничной полосы[1].
- 1015—1016 — кампания Кнуда Великого в Англии. Её завоевание.
- 5 февраля — Генрих II отдаёт приказ лишить монастырь Мемлебен независимости и подчинить аббатство императорскому монастырю Герсфельд.
- 24 июня — в Госларе Генрих II передаёт герцогство Швабия своей кузине Гизеле.
- 3 августа — германская армия вторгается в Польшу; Генрих II с основными силами перешёл через Одер в районе Кроссена.

### События без точных дат
- Вторжение 16-летнего Кнуда, сына Свена I, в Англию. Переход на его сторону Эдрика, зятя Этельреда II. Успехи датчан.
- Весна — битва у Несьяра. Победа Олава II над ярлом Свейном. Свейн бежит в Швецию, затем по Аустрвегу. Осень — его смерть.
- Осень — Олав II приплыл в Трандхейм, и провозглашён конунгом на тинге.
- Подчинение французами Бургундии.
- Разрыв мирных отношений между Болеславом Польским и Генрихом II.
- Генрих II основал новый бенедиктинский монастырь на горе Михельсберг в Бамберге.
- Папа Бенедикт VIII осадил крепость Трабуко. Кресценций и его брат Иоанн пленены.
- Сражение при Флеру. Возвращение Фландрии и земель Нижнего Рейна под власть Германской империи.
- Неудачная попытка арабов оккупировать Сардинию. Объединённые силы Пизы и Генуи выбили их с острова.
- Отпадение Алжира от Фатимидов.
- В северо-восточном Тибете образуется новое Тибетское государство.
- Тибетцы выступили против тангутов в союзе с империей Сун.
- Первые упоминания города Лейпциг. (Германия).

## Русь
Правление: 980—1015 — Владимир Святославич и 1015—1019 — Святополк Владимирович
- 1015—1019 — началась Междоусобная война на Руси.

### Правление Владимира Святославича
- Умирающий Владимир Святославич посылает своего сына Бориса против печенегов, который не найдя их разбивает лагерь на реке Альте (правый приток Трубежа), где близ Переславля-Русского, узнаёт о смерти отца. Воеводы предлагает ему идти в Киев и взять великие престол в свои руки, но он отказывается в соответствии с правом, в пользу старшего брата — Глеба. Дружина уходит от него и, вероятно переходит на сторону Святополка, а Борис остаётся только со своими людьми. Посланные Святополком убийцы: Путша, Талец, Еловит и Ляшко, рано утром в воскресенье врываются в его шатёр и пронзают его копьями, также перебито всё его окружение, после чего везут тело в Киев, но киевляне его не принимают и тогда Бориса привозят в Вышгород и погребают у церкви Святого Василия, построенной ещё отцом[2].
- 15 июля — в селе Берестово под Киевом умирает Владимир Святославич. Его тело, завёрнутое в ковёр, и в соответствии с обычным возложением на сани, перевозят в Киев и, по воспоминаниям немецкого хрониста мерзебургского епископа Титмара, хоронят в Десятинной церкви, в мраморном саркофаге, рядом с названной своею супругой (Анной Византийской, ум. 1011 году), гробы их стоят на видном месте посреди храма[3].

### Правление Святополк Владимирович
- 15 июля — после смерти Владимира Святославича (ум. 15.07.1015) был освобожден из темницы в Вышгороде вместе с женою князь Святополк Владимирович и при поддержке вышгородских бояр занял киевский престол[4].
- 1015—1016 — Святополк Владимирович первый раз занимает киевский стол[4].
- 24 июля и 05 сентября — по приказу Святополка Владимировича были убиты: Борис (ранее отказался от борьбы за киевский стол, его покинула "старшая дружина" отца) и Глеб, а затем Святослав. За эти убийства Святополк Владимирович получил прозвание "Окаянный"[4].
- Новгородцы избивают варягов, приглашённых Ярославом Мудрым в 1014 году для борьбы против отца и чинивших в городе насилие. Ярослав приглашает к себе виднейших новгородцев и вероломно убивает их[5].
- В ночь избиения варягов Ярослав Мудрый получает от сестры Предславы известие о смерти отца, вокняжении в Киеве Святополка Владимировича и убийстве им брата Бориса[5].
- Ярослав Мудрый мирится с новгородцами и получает от них согласие биться за него со Святополком. Письменным выражением этого соглашения становится "Русская правда" — краткий судебник, в котором определяются правовые отношения между новгородцами и варягами[5].
- Ярослав Мудрый посылает брату Глебу сообщение о готовящемся на него покушении. Несмотря на предостережении брата 5 сентября (по другим данным 9) Глеб становится новой жертвой Святополка Окаянного[5].
- Конец 1015/начало 1016 — князь Ярослав Владимирович Мудрый после смерти отца (15.07.1015) начал борьбу с вокняжившимся в Киеве Святополком Владимировичем Окаянным, выступив из Новгорода с новгородским войском (3 тысячи) и наёмниками-варягами (1 тысяча), в качестве мстителя за убийство им младших братьев Бориса и Глеба Владимировичей, оставив в Великом Новгороде Константина Добрынича[6].
- Святополк Владимирович привлёк на свою сторону печенегов. Вторжение печенегов в Киевскую Русь[7] (Русско-печенежские войны)[4].
- Антоний Печерский возвратился на Русь, но из-за княжеской усобицы вновь ушёл на Афон (см. 1051 год)[8].
- Первое косвенное упоминание в Новгородской третьей летописи о существовании города Торжок (упоминание Ефрема Новоторжского) (см. 1139 год)[9].

## Начало правления
См. также: Список глав государств в 1015 году
- 1015—1016 — Греттир в Норвегии.
- 1015—1152 — Династия Хаммадидов в Алжире.

## Родились
См. также: Категория:Родившиеся в 1015 году
- Харальд III Суровый — король Норвегии.
- Гарольд I — король Англии.

## Скончались
См. также: Категория:Умершие в 1015 году
- 15 июля — Владимир Святославич, князь новгородский, киевский великий князь[10].
- 24 июля — Борис Владимирович, князь ростовский.
- 9 сентября — Глеб Владимирович, князь муромский.
- Святослав Владимирович — князь древлянский.